# جيمس أوشوجنسي (لاعب كرة قدم أمريكية)
جيمس أوشوجنسي (بالإنجليزية: James O'Shaughnessy)‏ هو لاعب كرة قدم أمريكية أمريكي، ولد في 14 يناير 1992 في نابرفيل في الولايات المتحدة.

## وصلات خارجية
- جيمس أوشوجنسي على موقع مرجع كرة القدم المحترفة.كوم (الإنجليزية)